# スズキ・X-HEAD
X-HEAD（エックス・ヘッド）は、スズキが製造したコンセプトカーである。

## 概要
2007年の東京モーターショーで発表された。「ジムニー」「エスクード」などの本格四輪駆動車や、高い積載性が自慢の軽トラック「キャリイ」といったスズキのDNAを受け継ぎながらも、全く新しいジャンルのクロスユーティリティビークルとして誕生した2シーター・ライトトラックである。「X-HEAD｣というネーミングは乗る人のライフスタイルや価値観に合わせて様々な用途に対応するこの自動車の未知なる可能性を意味し、ヘビーデューティな用途に耐えうるフレーム構造に、前後3リンクリジットサスペンションの組み合わせとLSD付きセンターデフ方式のフルタイム4WDに大径タイヤ、ハイリフト化でアプローチアングル・デパーチャーアングルを拡大し悪路での高い走破性を確保している。エンジンは1.4リッターガソリンエンジンがミッドシップレイアウトされている。荷台にはバイク収納用レールやサイドパネルのマルチボックスなどを採用することで、ユーティリティを高めている。他にも、キャンパーやレスキューといった様々な荷台ユニットをアレンジすることも提唱されている。インテリアは防水性を高めた全天候対応とされ、アウトドアスポーツなどの用途にも耐えうる堅牢で実用的な仕上がりとなっている。ボディサイズは4ナンバー規格内に収めている。

## 参照
1. 1 2 3 4 5  "スズキ株式会社　企業ニュース　2007年9月28日　第40回東京モーターショー2007への出品概要" 2017年11月7日検索。
2. 1 2 3  【東京モーターショー2007】カッコいいジャン！ 新種の4WDトラック「スズキ X-HEAD」(参考出品)